# Diocesi di Ibiza
La diocesi di Ibiza (in latino Dioecesis Ebusitana) è una sede della Chiesa cattolica in Spagna suffraganea dell'arcidiocesi di Valencia. Nel 2021 contava circa 147.460 battezzati su 171.043 abitanti. È retta dal vescovo Vicente Ribas Prats.

## Territorio
La diocesi comprende le isole di Ibiza e di Formentera (le isole Pitiuse), situate nel Mar Mediterraneo e appartenenti alla comunità autonoma spagnola delle Baleari.
Sede vescovile è la città di Ibiza, dove si trova cattedrale di Santa Maria della Neve, patrona della diocesi.

### Parrocchie
Il territorio si estende su 872 km² ed è suddiviso in 27 parrocchie, raggruppate in 4 arcipresbiterati.

## Storia
Sono ignote le origini del cristianesimo a Ibiza e Formentera, ed in genere in tutto l'arcipelago delle Baleari. Di certo le isole avevano già una loro organizzazione ecclesiastica nella seconda metà del V secolo, come documenta la Notitia provinciarum et civitatum Africae, che contiene la lista dei vescovi convocati a Cartagine dal re vandalo Unerico nel 484. Tra i vescovi della provincia civile insule Sardiniae figura il vescovo Opilio de Ebuso; tuttavia non ci sono prove, come sostengono alcuni storici, che la diocesi dipendesse dalla provincia ecclesiastica dell'arcidiocesi di Cagliari.
Ibiza rivendica un altro vescovo, Vincenzo, vissuto durante il governo bizantino sull'arcipelago, tra la fine del VI secolo e l'inizio del VII, e che ebbe uno scambio epistolare con Liciniano di Cartagine.
Con l'inizio dell'VIII secolo inizia un periodo di decadenza per le Baleari, che a causa della loro posizione strategica, furono disputate dagli Arabi, dai Carolingi e dai Normanni. Le continue incursioni posero fine alle strutture ecclesiastiche, anche se una comunità cristiana probabilmente sopravvisse, come sembra documentato da due privilegi di papa Formoso (circa 892) e di papa Romano (897), in cui le isole dell'arcipelago furono affidate alla giurisdizione dei vescovi di Gerona. Con il X secolo però si impose definitivamente la dominazione mussulmana e da questo momento poco o nulla si conosce della comunità cristiana di Ibiza.
Un documento arabo del 1058, sulla cui autenticità non c'è unanime certezza, attesta la concessione al vescovo di Barcellona Guislabert della giurisdizione spirituale sui cristiani delle isole Baleari. Questo e altri documenti servirono ai vescovi di Barcellona nel tentativo di farsi riconoscere la giurisdizione sulle isole, giurisdizione che non fu concessa, quando queste furono liberate dagli Arabi nel XIII secolo.
Ibiza fu liberata l'8 agosto 1235 e subito incominciò la cristianizzazione dell'isola; fu eretta l'unica parrocchia, quella di Santa Maria, che papa Gregorio IX, con una lettera del 25 gennaio 1240, incorporò nella diocesi di Maiorca. Questa decisione fu confermata da papa Bonifacio VIII nel 1295.
La diocesi di Ibiza venne eretta il 30 aprile 1782 con la bolla Ineffabilis Dei di papa Pio VI e resa suffraganea di Tarragona.
Fu nominato primo vescovo Manuel Abad Lasierra, che organizzò la diocesi suddividendola in parrocchie, con l'istituzione di due parrocchie urbane e 15 rurali nell'isola di Ibiza, ed altre 3 nell'isola di Formentera. Si deve al successore Eustaquio Azara l'istituzione del seminario diocesano.
In seguito al concordato del 1851, fu prevista la soppressione della diocesi e l'aggregazione alla diocesi di Maiorca, che però non ebbe mai piena attuazione, per l'opposizione dei vescovi. Dal 1852 al 1855 la diocesi fu retta da governatori ecclesiastici e dal 1855 al 1927 da vicari capitolari sede vacante.
Il 19 luglio 1927 un accordo tra la Santa Sede ed il governo spagnolo portò alla nomina di un vescovo residenziale, indipendente dalla giurisdizione di Maiorca, in qualità di amministratore apostolico e titolare di una sede in partibus. Due furono gli amministratori apostolici di Ibiza: Salvio Huix Miralpeix, vescovo titolare di Selimbria, che convocò il primo e finora unico sinodo diocesano; e Antonio Cardona Riera, vescovo titolare di Chersoneso di Creta.
Durante la guerra civile spagnola, furono oltre venti i sacerdoti della diocesi che vennero giustiziati tra agosto e settembre 1936.
Nel 1949 l'amministrazione apostolica fu elevata a diocesi e resa suffraganea di Valencia. Primo vescovo della restaurata sede è stato Antonio Cardona Riera.
Nel 1965 è stato istituito il museo della cattedrale, che ospita sculture, pitture ed altri oggetti appartenenti alla cattedrale e al suo capitolo; dal 2006 il museo trova ospitalità nella cattedrale stessa e in ambienti annessi all'edificio sacro.

## Cronotassi dei vescovi
Si omettono i periodi di sede vacante non superiori ai 2 anni o non storicamente accertati.
- Opilió † (menzionato nel 484)
- Vicent † (VI/VII secolo)
- Manuel Abad Lasierra, O.S.B. † (18 luglio 1783 - 28 settembre 1787 nominato vescovo di Astorga)
- Eustaquio Azara, O.S.B. † (7 aprile 1788 - 12 settembre 1794 nominato vescovo di Barcellona)
- Climent Llocer † (1º giugno 1795 - prima del 6 giugno 1805 deceduto)
- Blas Jacobo Beltrán † (26 giugno 1805 - 10 luglio 1815 nominato vescovo di Coria)
- Felipe González Abarca, O. de M. † (22 luglio 1816 - 30 agosto 1829 nominato vescovo di Santander)
- Basilio Antonio Carrasco Hernando, O. de M. † (26 marzo 1831 - 4 aprile 1852 deceduto)
  - Sede vacante (1852-1927)
  - Sede in amministrazione apostolica (1927-1949):
  - Beato Salvio Huix Miralpeix, C.O. † (16 febbraio 1928 - 28 gennaio 1935 nominato vescovo di Lérida) (amministratore apostolico)
  - Antonio Cardona Riera † (21 giugno 1935 - 2 febbraio 1950 nominato vescovo) (amministratore apostolico)
- Antonio Cardona Riera † (2 febbraio 1950 - 28 marzo 1960 dimesso[1])
- Francisco Planas Muntaner † (28 marzo 1960 - 10 settembre 1976 dimesso)
- José Gea Escolano † (10 settembre 1976 - 15 maggio 1987 nominato vescovo di Mondoñedo-Ferrol)
- Manuel Ureña Pastor (8 luglio 1988 - 23 luglio 1991 nominato vescovo di Alcalá de Henares)
- Javier Salinas Viñals (26 maggio 1992 - 5 settembre 1997 nominato vescovo di Tortosa)
- Agustín Cortés Soriano (20 febbraio 1998 - 15 giugno 2004 nominato vescovo di Sant Feliu de Llobregat)
- Vicente Juan Segura † (22 gennaio 2005 - 18 gennaio 2020 nominato vescovo ausiliare di Valencia[2])
- Vicente Ribas Prats, dal 13 ottobre 2021[3]

## Statistiche
La diocesi nel 2021 su una popolazione di 171.043 persone contava 147.460 battezzati, corrispondenti all'86,2% del totale.
| anno | popolazione | popolazione | popolazione | presbiteri | presbiteri | presbiteri | presbiteri                | diaconi | religiosi | religiosi | parrocchie |
| anno | battezzati  | totale      | %           | numero     | secolari   | regolari   | battezzati per presbitero | diaconi | uomini    | donne     | parrocchie |
| ---- | ----------- | ----------- | ----------- | ---------- | ---------- | ---------- | ------------------------- | ------- | --------- | --------- | ---------- |
| 1950 | 45.000      | 45.000      | 100,0       | 55         | 53         | 2          | 818                       |         | 4         | 70        | 23         |
| 1970 | 39.979      | 39.979      | 100,0       | 53         | 49         | 4          | 754                       |         | 5         | 73        | 23         |
| 1980 | 56.340      | 57.699      | 97,6        | 41         | 37         | 4          | 1.374                     |         | 5         | 77        | 25         |
| 1990 | 65.000      | 66.300      | 98,0        | 32         | 30         | 2          | 2.031                     |         | 3         | 69        | 25         |
| 1999 | 84.000      | 91.000      | 92,3        | 35         | 32         | 3          | 2.400                     |         | 6         | 57        | 26         |
| 2000 | 84.000      | 91.000      | 92,3        | 36         | 33         | 3          | 2.333                     |         | 6         | 57        | 26         |
| 2001 | 84.000      | 91.000      | 92,3        | 36         | 33         | 3          | 2.333                     |         | 6         | 57        | 26         |
| 2002 | 95.000      | 107.000     | 88,8        | 37         | 34         | 3          | 2.567                     |         | 6         | 57        | 26         |
| 2003 | 93.000      | 108.000     | 86,1        | 37         | 33         | 4          | 2.513                     |         | 7         | 57        | 26         |
| 2004 | 100.000     | 112.730     | 88,7        | 36         | 32         | 4          | 2.777                     |         | 8         | 56        | 25         |
| 2006 | 110.000     | 118.013     | 93,2        | 35         | 31         | 4          | 3.142                     |         | 7         | 56        | 25         |
| 2013 | 130.600     | 145.000     | 90,1        | 36         | 31         | 5          | 3.627                     |         | 10        | 36        | 32         |
| 2016 | 139.208     | 152.509     | 91,3        | 39         | 33         | 6          | 3.569                     |         | 9         | 35        | 32         |
| 2019 | 142.220     | 164.936     | 86,2        | 35         | 33         | 2          | 4.063                     | 1       | 5         | 35        | 33         |
| 2021 | 147.460     | 171.043     | 86,2        | 30         | 27         | 3          | 4.915                     | 1       | 4         | 25        | 27         |